# Arkadiusz Małek
Arkadiusz Małek (ur. 1 stycznia 1978 w Tychach) – polski bokser zawodowy w latach 2003–2014, obecnie sędzia bokserski.

## Kariera bokserska
W 1995 roku został mistrzem Polski juniorów w kategorii półśredniej, pokonując w finale Tomasza Kiczyńskiego. W tym samym roku triufmował również w dziewiętnastej edycji turnieju o czarne diamenty, który odbywał się w Libiążu.
W roku 1996 reprezentował Polskę na mistrzostwach świata juniorów w Hawanie, gdzie doszedł do 1/8 finału w kategorii półśredniej. W tym samym roku zdobywał również złote medale na dwóch innych imprezach, wygrywając w turnieju Gazety Pomorskiej oraz odniósł zwycięstwo w międzynarodowym turnieju w Patras.
W roku 2001 oraz 2002 dwukrotnie stawał na podium mistrzostw Polski seniorów.
Podczas swojej zawodowej kariery stoczył łącznie 88 walk, wygrywając tylko 13 z nich.
25 maja 2018 roku był sędzią ringowym w pojedynku o mistrzostwo świata WBC Ewy Piątkowskiej z Marią Lindberg.